# Entrelacs
Entrelacs è un comune francese del dipartimento della Savoia della regione dell'Alvernia-Rodano-Alpi.
È stato creato il 1º gennaio 2016 dalla fusione dei preesistenti comuni di Albens, Cessens, Épersy, Mognard, Saint-Germain-la-Chambotte e Saint-Girod.
Il capoluogo è la località di Albens.